# Claudio Vitalone
Claudio Vitalone (ur. 7 lipca 1936 w Reggio di Calabria, zm. 28 grudnia 2008 w Rzymie) – włoski polityk i prawnik, senator, w latach 1992–1993 minister.

## Życiorys
Ukończył studia prawnicze, od 1961 pracował w prokuraturze i sądownictwie. Na początku lat 50. dołączył do organizacji młodzieżowej Chrześcijańskiej Demokracji. W 1979 po raz pierwszy został wybrany w skład Senatu. W wyższej izbie włoskiego parlamentu zasiadał w okresie VIII, IX, X i XI kadencji, rezygnując w trakcie tej ostatniej z mandatu w 1992. Między 1989 a 1992 pełnił funkcję podsekretarza stanu w resorcie spraw zagranicznych. Od czerwca 1992 do kwietnia 1993 był ministrem handlu zagranicznego w rządzie Giuliana Amato.
W 1993 wraz z byłym premierem Giuliem Andreottim został oskarżony o współudział w zabójstwie dziennikarza Mina Pecorellego w 1979. Zawieszono go wówczas w czynnościach służbowych. Proces ostatecznie zakończył się w 2003 wyrokiem uniewinniającym Claudia Vitalone od popełnienia tego czynu. Powrócił później do zawodu sędziego.